# Trêve de Dieu
Ne doit pas être confondu avec Paix de Dieu.
La Trêve de Dieu était une suspension de l'activité guerrière durant certaines périodes de l'année, organisée pendant le Moyen Âge en Europe par l'Église catholique romaine (historiquement, elle a le plus longtemps pris la forme d'une trêve du mercredi soir au lundi matin, ainsi que pendant tout l'Avent, à Noël, pendant le Carême et le Temps pascal).
Plus largement, la Paix et la Trêve de Dieu furent une initiative de l'Église pour contrôler la violence féodale par l'application de sanctions religieuses. Ce mouvement a constitué la première tentative organisée de contrôle de la société civile dans l'Europe médiévale par des moyens non violents. La Trêve de Dieu fait suite au mouvement de la paix de Dieu débutée en 989 au concile de Charroux, elle a débuté avec le synode d'Elne (ou concile de Toulouges) en 1027 et a survécu sous des formes variées jusqu'au XIIIe siècle.

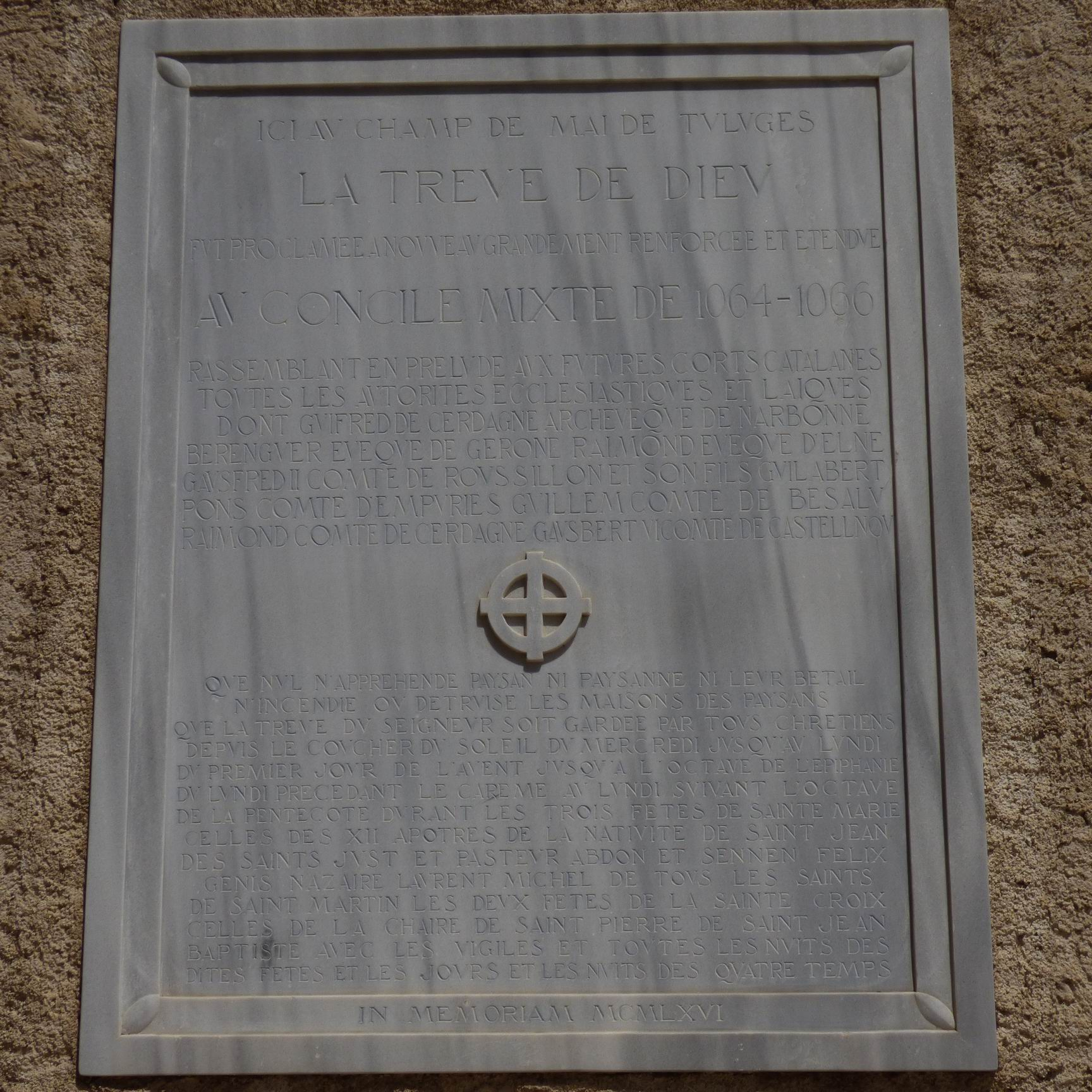
plaque commémorative 01 trêve de Dieu 16 mai 1027, église Sainte-Marie, Toulouges, France.

## Vue d'ensemble
Le mouvement de la Trêve de Dieu avait pour but de christianiser et de pacifier les structures féodales à travers des moyens non violents. 

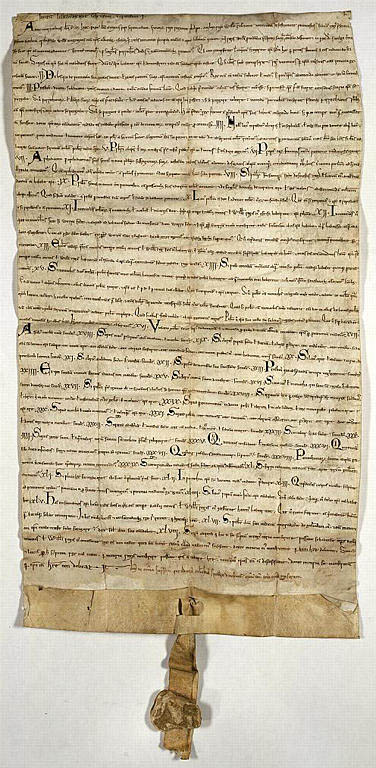
Henri Ier Beauclerc, duc de Normandie et roi d'Angleterre, confirme les décrets du concile de Lillebonne tenu en 1080, qui établissent en Normandie la Trêve de Dieu, interdisent aux clercs d'avoir une femme et règlent les rapports entre le pouvoir civil et le pouvoir ecclésiastique. Document en latin. Archives nationales - AE/II/12.

Après la dissolution de l'empire carolingien, l'autorité royale n'est plus à même de répondre aux  nouveaux défis que représentent les invasions du IXe siècle. L'armée carolingienne est taillée pour une stratégie offensive : les campagnes annuelles forcent les voisins au respect (ils finissent d'ailleurs par payer un tribut). Cette logistique lourde ne peut répondre aux raids rapides et incessants des Sarrasins ou des Vikings dont le principal atout est la mobilité. Dès lors la défense doit être prise en charge localement. Au Xe siècle, les châteaux prolifèrent parfois au mépris de toute légalité, leurs propriétaires exerçant protection et domination sur les territoires alentour .
Cette mutation pose un problème car elle impliquerait que la jouissance des terres passe d'une élite foncière à une élite guerrière. Le découpage n'est pas linéaire : au fil des donations les grandes propriétés foncières sont extrêmement morcelées et dispersées sur de grandes distances et la zone sur laquelle la châtellenie exerce sa protection est trouée d'enclaves autonomes, que le seigneur prétend soumettre aux mêmes redevances et à la même justice que ses manants. Dès lors la revendication du droit de ban et de justice sur les terres d'église ou de propriétaires laïcs dont les biens et les revenus sont menacés, entraîne un fort mécontentement, d'autant que les seigneurs n'hésitent pas à user de violence et intimident ou maltraitent les paysans ou se livrent au pillage ce qui ne manque pas de faire monter le mécontentement dans la population.
Lorsque l'Église souffre des conflits locaux, le clergé tient alors un conseil et des invitations étaient envoyées aux nobles des environs. Si ceux-ci venaient, le clergé exposait les reliques de saints à leur disposition en grande pompe et s'en servaient comme moyen de pression psychologique pour les inciter à promettre la Trêve de Dieu.
Cependant, il n'est pas rare que les nobles ne se présentent pas au conseil, ou ne tiennent pas leurs promesses. Dans certaines régions, la promesse de paix devait être renouvelée régulièrement. De manière générale, le mouvement de la Trêve de Dieu n'était pas très efficace, mais avait créé un précédent sur lequel d'autres mouvements de contrôle de la violence des nobles viendraient se bâtir comme les communes médiévales, ou les croisades.

## Paix de Dieu
À l'approche de l'an mil, un fort mouvement de restauration de l'autorité religieuse est en cours. Les écrits de l'époque (chroniques, récits de miracles) décrivent des foules implorant le secours des saints à l'approche de l'an mil. Raoul Glaber met en avant la violence des seigneurs et les malheurs des temps (l'ergotisme ou mal des ardents qui frappe en Aquitaine en 994 est perçu comme un châtiment divin) qui entraîne de grands rassemblements autour de reliques de saints limousins. Les ecclésiastiques réunis en concile pour répondre à ces rassemblements vont exploiter ce mouvement pour imposer la paix de Dieu.

Le mouvement de la paix de Dieu assoit par des décisions conciliaires le rôle de chacun des trois ordres - principes, nobiles et vulgaris plebs - dans la société médiévale.

Si la Paix de Dieu se fonde sur un mouvement populaire dans sa première phase (989-1010), elle bénéficie ensuite du soutien du roi Robert II le Pieux et de la haute noblesse qui y voient un moyen de structurer et de pacifier le royaume. Les conciles en Aquitaine ont souvent été convoqués par le duc Guillaume d'Aquitaine.  Si la contestation paysanne a un caractère antiseigneurial, l'Église ne cherche pas à se substituer au pouvoir central mais plutôt à moraliser la conduite de la noblesse. Les serments établissent un compromis  juridique et foncier entre laïcs armés et ecclésiastiques: ils institutionnalisent la seigneurie. La lutte de l'Église contre les violences seigneuriales assoit aussi par les décisions de ses conciles le nouvel ordre social organisant la société en trois ordres,.
L'application des décrets est garantie par l'engagement solennel, le serment de paix, que les participants aux conciles prêtent eux-mêmes et qu'ils s'efforcent d'obtenir des grands. Le serment contraint ceux qui l'ont juré de respecter leurs engagements.
Pour contraindre les récalcitrants, trois types de solutions pouvaient être employées :
1. La justice : l'Église s'efforce de revaloriser les tractations et le recours à la justice. Au concile de Poitiers, on décide que les conflits devront être portés devant l'autorité judiciaire de la région. À Limoges, il est décidé que les différends devront se régler par la paix dans cette assemblée et non par la violence au dehors. Le serment de Vienne cherche avant tout à régler les contentieux par la concertation et le dialogue, et à accroître la juridiction de l'évêque.
2. Les sanctions spirituelles : les prélats sacralisent les décisions de jurisprudence conciliaire. À ceux qui observeront ces préceptes, les évêques accorderont l'absolution de leurs péchés et la bénédiction éternelle, mais ils lanceront des malédictions et des excommunications contre ceux qui refusent d'obéir aux instructions épiscopales, contre ceux qui contestent les propriétés ecclésiastiques et qui refusent de s'en remettre au jugement des princes et des prélats. L'Église a principalement utilisé l'anathème (excommunication majeure), l'excommunication ou encore l'interdit (privation des biens spirituels (offices religieux, sépulture en terre sacrée, sacrements)), qui se généralisent et qui deviennent l'arme principale des évêques. Ces malédictions ne sont que provisoires, le but étant d'amener les fautifs devant la justice.
3. La force armée : l'Église peut aussi en faire usage si besoin est, si les autres moyens n'avaient pas été suivis d'effets. Nous pouvons citer pour l'exemple Guy d'Anjou, évêque du Puy, qui a contraint tous ses diocésains à jurer la paix sous la menace des armes. La nécessité de défense armée pourrait être liée au réel affaiblissement du pouvoir royal, puis ducal, depuis le début du Xe siècle[9].

Il ne s'agit pas d'une paix universelle, mais donc surtout d'un mouvement visant à protéger les biens d'Église. Il n'est nullement question de règlementer le droit de guerre, ni d'interdire de manière générale le butin des guerres privées, ni de soustraire les paysans aux méfaits d'une présumée chevalerie formée de milites incontrôlés.
Par exemple, au concile de Limoges en 1031, les décisions ne concernent que le seul droit de l'Église et il n'est donc pas question de l'ordre public. À Vienne, il ne s'agit pas d'interdire la guerre privée, mais d'en limiter les effets à ceux-là seuls qui y sont impliqués (donc les gens de guerre). En particulier la paix de Dieu ne vise pas à limiter la guerre entre princes et le serment de Verdun sur Doubs (vers 1020) évoque les châteaux illégaux qu'il faut assiéger avec le roi, le comte ou l'évêque, autorisant la levée de vilains pour ce type d'actions. Dès lors l'autorité des grands sur leurs vassaux s'en trouve renforcée.
En outre, de nombreuses exceptions, souvent marquées par des « sauf si » comme dans les anathèmes de Charroux, limitent les décrets des assemblées. Les limitations ne valent que pour les jureurs, sur des terres qui ne sont pas les leurs. L'ost de l'évêque en est dispensé lorsqu'il lutte contre les violateurs de cette paix. Tout seigneur pourra donc agir comme il l'entend sur ses propres terres. Le jureur est dispensé de son serment lorsqu'il participe à l'ost du roi, des comtes ou des évêques, mais il devra toutefois ne pas enfreindre les sauvetés des églises, « sauf si » on lui a refusé de lui vendre les vivres nécessaires. Au total, les serments de la paix de Dieu, autorisent un certain nombre d'exactions et agissent moins sur la paix générale que sur l'instauration d'une société à 3 états ou le rôle de chacun est de mieux en mieux défini.
De plus, les serments ont bien souvent une durée de validité : par exemple, celui de Verdun-sur-le-Doubs ne contraignait les jureurs que pendant sept années.
Le mouvement s'arrête aux frontières de la Lotharingie où l'autorité des ottoniens permettaient de garantir la sécurité.

## Le mouvement de la Trêve de Dieu
La paix de Dieu a participé à l'instauration de l'ordre féodal, mais peu à la paix médiévale.
Le mouvement rebondit en 1027, en Catalogne où Oliva de Besalù l'évêque de Vic très lié à Cluny lance la Trêve de Dieu avec le Synode d'Elne (dit concile de Toulouges, 1027), puis en 1033 un synode à Vic, son propre diocèse. Il introduit une notion temporelle : les exactions et combats sont interdits le dimanche.
À Vic, la Trêve se définit comme protection des chrétiens pendant les périodes liturgiques, et relève du seul clergé contrairement à  la paix qui relève du comte et de l'évêque. À Vic, on retrouve le triptyque de Charroux : l'espace sacré des trente pas autour de l'église, les vilains à ne pas maltraiter, ni les dépouiller de leurs vêtements, ni de leur cire (article du Puy, cette fois). Comme pour le serment de Vienne, il faut également prendre garde aux mules et mulets et ne pas détruire de maisons : cette fois, on protège davantage la vie et le travail des paysans.  
Dans les années 1030-1040, le mouvement est relayé par les clunisiens : Odilon de Cluny, qui met tout le réseau de sa congrégation au service de l'œuvre de paix, et des archevêques. Il s'agit maintenant de prescrire une suspension des hostilités entre « bellatores » (guerriers) durant certaines périodes de l'année, à l'instar des temps prohibés du calendrier chrétien. En interdisant toute activité militaire pendant les périodes liturgiques, l'Église souhaitait rendre impossible toute grande entreprise militaire. La guerre n'est plus autorisée que 80 jours répartis tout le long de l'année (décision du concile de Narbonne en 1054). La Trêve de Dieu introduit la réprobation de l'homicide entre chrétiens : ce même concile promulguant que « Nul chrétien ne tue un autre chrétien, car celui qui tue un chrétien c'est le sang du Christ qu'il répand ; si cependant l'on tue injustement, ce que nous ne voulons pas, il faudra payer pour cela une amende selon la loi. » . C'est ce mouvement, plus que la paix de Dieu qui dans les faits instaure la paix médiévale.
C'est aussi durant cette période que le mouvement (de Paix-Trêve) s'institutionnalise, pris en main exclusivement par les clercs, évêques et moines réformateurs. Lors des conciles de la seconde moitié du XIe siècle, sont promulguées à la fois des dispositions de paix et de trêve, les deux institutions étant désormais liées.
La Trêve de Dieu n'est pas le seul moyen non violent utilisé par l'Église : elle parvient par exemple à ajouter des serments religieux dans les serments de vassalité, ajoutant un surplus d'autorité qui permettait de canaliser les violences. On peut voir en ceci la combinaison concertée des autorités spirituelles (potestas) et séculières (auctoritas) qui bâtissent le gouvernement chrétien depuis le Ve siècle.

## Évolution du mouvement
La Paix et la Trêve de Dieu ne sont pas les seuls outils utilisés par l'Église pour moraliser la conduite de la chevalerie : elle introduit aussi des notions religieuses dans les serments de vassalité.
Par la Paix de Dieu, l'Église ne cherche pas à interdire la guerre et à promouvoir la paix : elle moralise la paix et la guerre en fonction de leurs objectifs et de ses intérêts. C'est en cela que la Paix de Dieu constitue une étape préparatoire importante de la formation de l'idée de croisade.

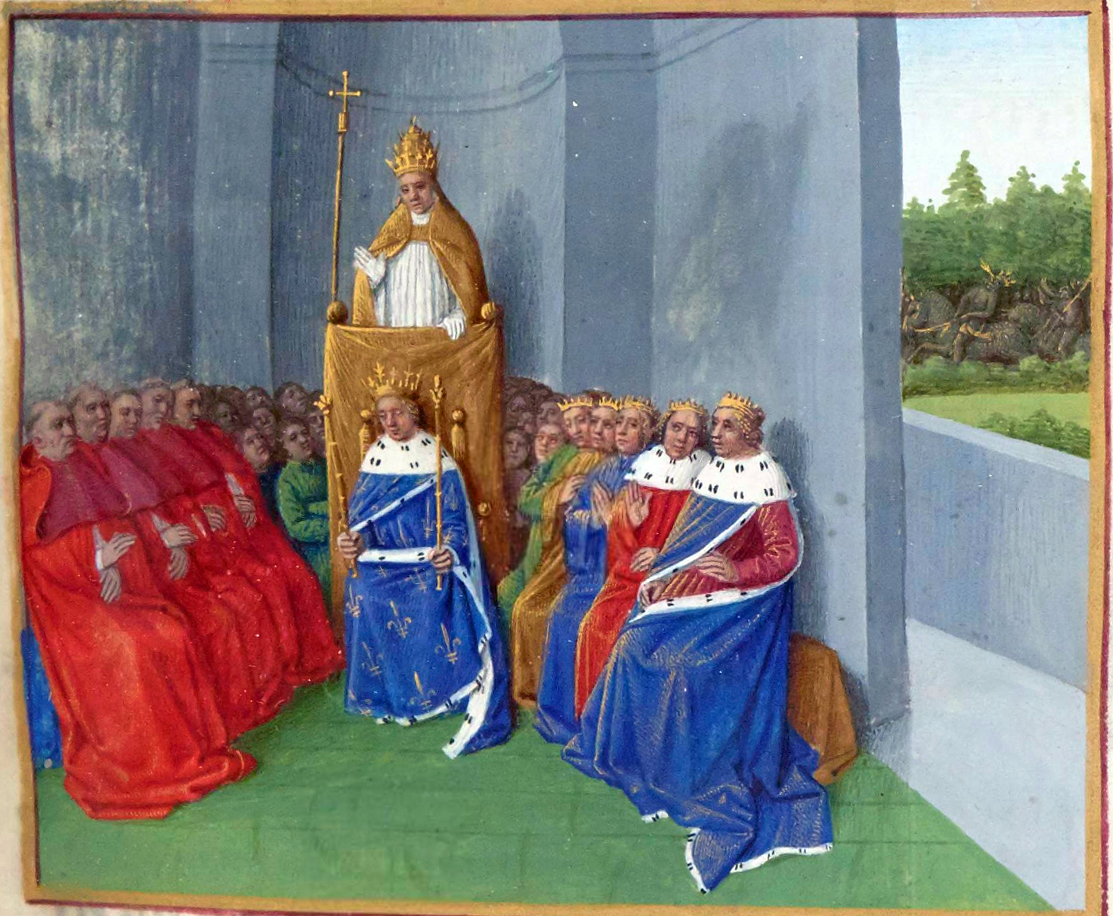
Urbain II prêchant la croisade : Grandes Chroniques de France, enluminées par Jean Fouquet.

Les ducs et comtes retrouvent assez de pouvoir pour reprendre en main le mouvement de paix : en 1047, en Normandie, la Paix de Dieu devient la paix du duc (concile de Caen) ; en 1064 en Catalogne, elle devient la paix du comte. Dans le même temps, la paix s'internationalise, s'étendant aux pays voisins de la France : Catalogne, Angleterre, pays germaniques. La papauté conforte enfin le mouvement : Urbain II, ancien moine clunisien, reprend lors du concile de Clermont (1095) les dispositions promulguées aux conciles de paix. Il y invite tous les chrétiens à observer entre eux une paix perpétuelle et à aller combattre l'hérétique. C'est ainsi que la Paix débouche sur la Croisade. Même avec les croisades, le mouvement ne garantit pas complètement la paix dans l'Occident médiéval : de retour de croisade les chevaliers entendent à être d'autant plus respectés et se sentent libre de châtier ceux qui se mettraient en travers de leurs intérêts. Or nombreux sont ceux qui malgré la protection de l'Église voient leurs biens spoliés durant leur absence. Ceci étant, les croisades permettent de créer des ordres militaires, où les chevaliers adoptent une vie monastique, devenant de véritables soldats du Christ.   
Le XIIe siècle, en même temps qu'il est période de reconstruction du pouvoir royal, voit se transformer le mouvement de Paix. Durant la première moitié du siècle, le roi reprend en main le domaine royal, faisant reculer les ambitions des châtelains. Dans le même temps, l'Église et la papauté font de nouveau appel aux autorités civiles (roi et princes) pour assurer les prérogatives judiciaires. C'est dans le cadre de cette restauration de l'autorité royale que Louis VII récupère l'institution de Paix en 1155 : la Paix de Dieu devient la Paix du roi.